# Rumba Munthali
Rumbani Andrew Munthali (Lusaka, Zambia, 2 de diciembre de 1978), más conocido como Rumba Munthali, es un exjugador y entrenador de fútbol zambiano nacionalizado canadiense. Actualmente es asistente técnico del Nashville SC de la Major League Soccer.

## Carrera como jugador
Nacido en Lusaka, Zambia, Munthali se crio en Canadá y jugó fútbol universitario en la Universidad de Alabama, donde formó parte del tercer equipo All American del año 2000.En 2001, el Montreal Impact lo seleccionó, pero no lo contrató. Finalmente, el Richmond Kickers terminó fichándolo después de sufrir varias lesiones en su línea defensiva.Un año más tarde, fue cedido al Carolina Dynamo.
En abril de 2004, fue fichado por el Toronto Lynx de la USL A-League.Al finalizar la temporada la organización le otorgó el Premio de Relaciones Públicas.El 31 de marzo de 2005, volvió a firmar con el club para disputar la temporada 2005.
En 2006, se mudó a China para firmar con el Nanchang Bayi.El 2 de marzo de 2010, se trasladó al Shenyang Dongjin de la China League One.

## Carrera como entrenador
Después de retirarse, Munthali se estableció en Toronto.En 2016, fue contratado como entrenador juvenil en la academia del Sporting Kansas City donde se mantuvo hasta finales del 2022.
En 2023, se unió al Nashville SC como entrenador de desarrollo de jugadores. El 16 de mayo de 2024, fue anunciado como técnico interino del primer equipo luego del despido de Gary Smith.El 3 de julio, se confirmó que su lugar sería ocupado por B. J. Callaghan.

## Clubes

### Como jugador
| Club                     | País           | Año       |
| ------------------------ | -------------- | --------- |
| Richmond Kickers         | Estados Unidos | 2001-2002 |
| Carolina Dynamo (cedido) | Estados Unidos | 2002      |
| Oakville Winstars        | Estados Unidos | 2003      |
| Toronto Lynx             | Canadá         | 2004-2005 |
| Nanchang Bayi            | China          | 2006-2009 |
| Shenyang Dongjin         | China          | 2010      |

### Como entrenador
| Club                    | País           | Año  |
| ----------------------- | -------------- | ---- |
| Nashville SC (interino) | Estados Unidos | 2024 |